# Studeněves
Studeněves (v místním nářečí Studňoves) je obec v okrese Kladno ve Středočeském kraji. Rozkládá se v údolí Červeného potoka v Pražské plošině, asi tři kilometry západně od Slaného a deset kilometrů severozápadně od Kladna. Žije zde 522 obyvatel.

## Název
Název je patrně odvozen od sousloví Studená ves vývojem přes jmenný tvar Studena ves.

## Historie
První písemná zmínka o obci (Studenawess) pochází z roku 1372. Od 19. století zde byl velký cukrovar, dopravně obsluhovaný úzkorozchodnou železnicí vedoucí ze Slaného do pivovaru ve Smečně, resp. až do Kačice. Zanikl i s dráhou při velké hospodářské krizi mezi světovými válkami. Dne 31. července 2007 vypukl požár statku, škoda dosáhla výše 5 milionů Kč.

## Obyvatelstvo
| Rok            | 1869 | 1880 | 1890 | 1900 | 1910 | 1921 | 1930 | 1950 | 1961 | 1970 | 1980 | 1991 | 2001 | 2011 | 2021 |
| -------------- | ---- | ---- | ---- | ---- | ---- | ---- | ---- | ---- | ---- | ---- | ---- | ---- | ---- | ---- | ---- |
| Počet obyvatel | 240  | 235  | 276  | 268  | 244  | 258  | 373  | 328  | 397  | 377  | 349  | 301  | 303  | 303  | 485  |
| Počet domů     | 21   | 22   | 26   | 26   | 20   | 33   | 59   | 71   | 73   | 75   | 75   | 78   | 83   | 133  | 160  |

## Obecní správa

### Územněsprávní začlenění
Dějiny územněsprávního začleňování zahrnují období od roku 1850 do současnosti. V chronologickém přehledu je uvedena územně administrativní příslušnost obce v roce, kdy ke změně došlo:
- 1850 země česká, kraj Praha, politický i soudní okres Slaný, obec Přelíc[7]
- 1855 země česká, kraj Praha, soudní okres Slaný, obec Přelíc[7]
- 1868 země česká, politický i soudní okres Slaný, obec Přelíc[7]
- 1921 země česká, politický i soudní okres Slaný[8]
- 1939 země česká, Oberlandrat Kladno, politický i soudní okres Slaný[9]
- 1942 země česká, Oberlandrat Praha, politický i soudní okres Slaný[10]
- 1945 země česká, správní i soudní okres Slaný[11]
- 1949 Pražský kraj, okres Slaný[12]
- 1960 Středočeský kraj, okres Kladno[13]
- k 1. lednu 1980 Středočeský kraj, okres Kladno, město Slaný[8]
- k 1. lednu 1994 Středočeský kraj, okres Kladno[8]

## Doprava
- Pozemní komunikace – Do obce vedou silnice III. třídy. Po hranici území obce vedou silnice I/7 Praha - Chomutov a I/16 v úseku Řevničov - Slaný.
- Železnice – Železniční trať ani stanice na území města nejsou. Nejblíže obci je železniční stanice Slaný ve vzdálenosti 2,5 kilometru ležící na trati 110 z Kralup nad Vltavou do Loun. V minulosti vedla železniční trať ze stanice Slaný přes Studeněves do stanice Smečno-Šternberk. Zrušená železniční trať byla jednokolejná lokální trať původně postavená jako vlečka roku 1904. Nákladní doprava byla provozována od roku 1908 do roku 1925. Trať byla zrušena roku 1932.
- Veřejná doprava – V obci zastavovaly autobusové linky jedoucí do těchto cílů: Kladno, Nové Strašecí, Slaný (dopravce ČSAD Slaný, a.s.).

## Pamětihodnosti
- kaplička na návsi, barokní
- pozůstatky pevnůstek meziválečného opevnění chránícího oblast Prahy

## Osobnosti
- Josef Kylies